# Campionat Regional Sud
El Campionat Regional Sud (també conegut com a Copa d'Andalusia) fou la màxima competició futbolística disputada a Andalusia de començament de segle xx.
Començà a disputar-se l'any 1915 amb la creació de la Federació Sud de futbol i era classificatori per la Copa del Rei de futbol. Prèviament s'havia disputat un campionat d'Andalusia-Extremadura organitzat pel club Recreativo de Huelva i la Copa Centenario, considerats no oficials.

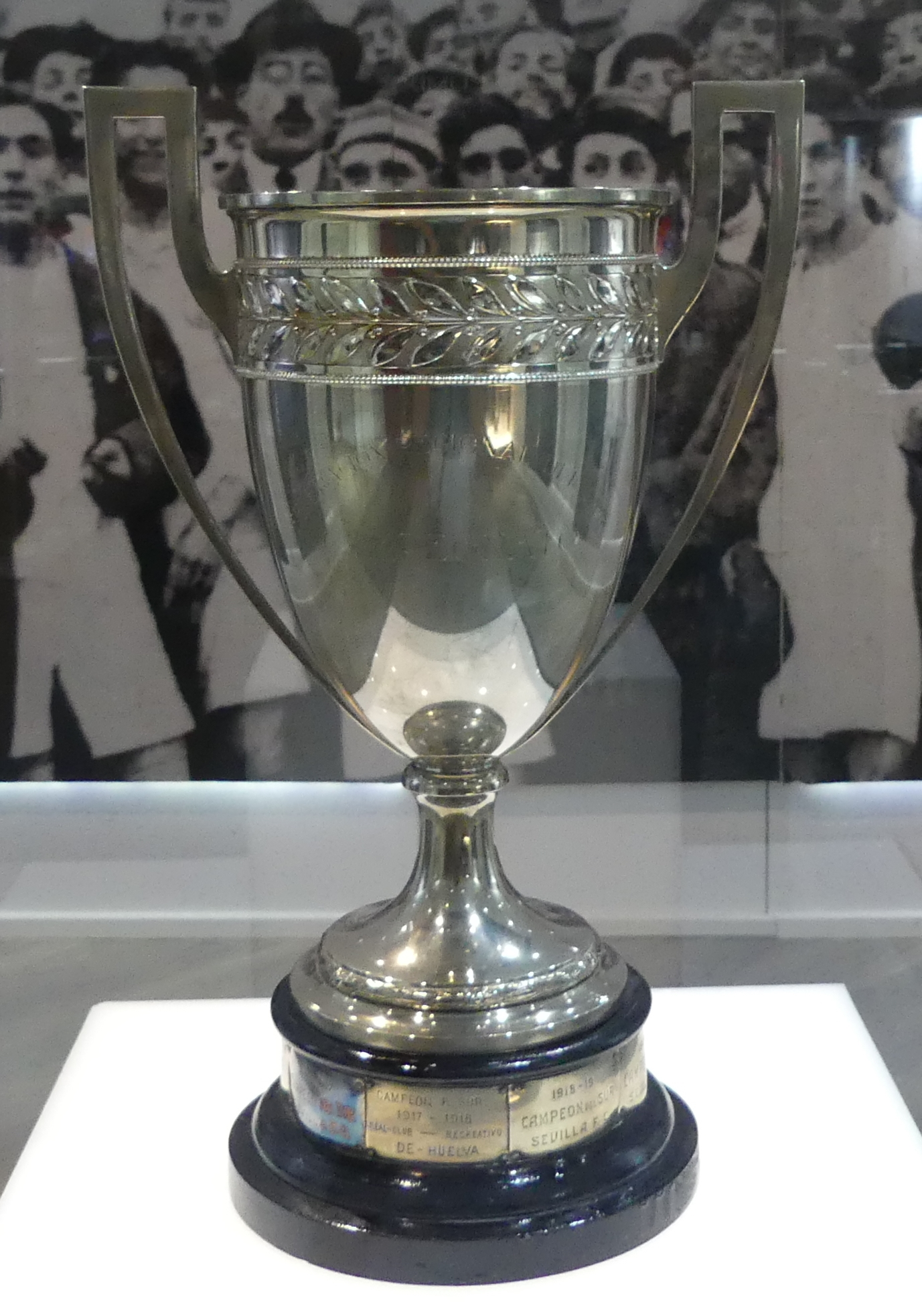
Copa del Campeonato Regional Sur. Museu del Sevilla Fútbol Club.

## Història
Des del 1910 s'havien jugat diverses competicions per decidir un campió d'Andalusia de caràcter no oficial. Així, fins al 1912 es disputà un Campionat d'Andalusia-Extremadura, amb el Recreativo de Huelva guanyant tres edicions d'un torneig organitzat pel mateix club. Més tard, s'organitzà en dues ocasions la Copa Centenario, organitzada pel club Español de Cádiz, i la Copa Duque de Santo Mauro, organtizada per l'Escola Naval Militar Sporting.
El dia 1 de setembre de 1913 l'assemblea constituent de la Reial Federació Espanyola de Futbol instituí de manera oficial els campions dels diversos tornejos regionals com eliminatòries prèvies del campionat d'Espanya (des del 1925-26 s'ampliaria al subcampió). Com a conseqüència es feu necessari concertar un campionat d'Andalusia formal per proporcionar un participant. La Federació Sud de Futbol (Federació Regional Sud, més tard Reial Federació Andalusa de Futbol) es va formar per organitzar la nova competició. El primer campionat el va guanyar l'Español de Cádiz, però van declinar entrar a la Copa del Rei de 1916; a partir d'aleshores, el Sevilla va ser la força dominant de la regió, amb només interrupcions ocasionals en les seves sèries de victòries. Inicialment fou un campionat obert a tots els clubs pagant una petita quota, però l'any 1921 es va establir la màxima divisió en funció del rendiment de la temporada anterior, i una segona divisió, amb ascensos i descensos entre ambdues. A partir de 1926, els subcampions de cada regió també van entrar a la Copa del Rei.
A principis dels anys trenta, després de l'inici de la Lliga, es van celebrar diverses competicions regionals fusionades o unificades, i a el campionat andalús passà a formar part del Campionat Mancomunat Castella-Sud, juntament amb els equips madrilenys, castellans i andalusos entre 1932-33 i 1933-34.
L'any 1934, la FEF va dur a terme una reestructuració del futbol estatal i va crear una sèrie de campionats interregionals, oficialment anomenats Suprarregionals, jeràrquicament situats per sobre dels campionats regionals tradicionals. Andalusia jugà al grup 5 anomenat Campionat Suprarregional València-Múrcia-Sud-Oest la temporada 1934-35 i al grup 6 anomenat Campionat Suprarregional Sud-Oest (Andalusia-Extremadura) la temporada 1935-36.
El futbol andalús restà aturat durant dos anys a causa de la Guerra Civil espanyola i tornà el 1939 per a jugar les dues darreres temporades abans de ser abolits.

## Historial
Font:
| Campionat Mancomunat Castella (Centre)-Sud        |
| Campionat Suprarregional València-Múrcia-Sud-Oest |
| Campionat Suprarregional Sud-Oest                 |

| Temporada                                      | Campió                                                     | Subcampió                                                  |
| Campionat d'Andalusia-Extremadura (no oficial) | Campionat d'Andalusia-Extremadura (no oficial)             | Campionat d'Andalusia-Extremadura (no oficial)             |
| ---------------------------------------------- | ---------------------------------------------------------- | ---------------------------------------------------------- |
| 1909-10                                        | RC Recreativo de Huelva                                    | Sevilla FC                                                 |
| 1910-11                                        | RC Recreativo de Huelva                                    | Sevilla FC                                                 |
| 1911-12                                        | RC Recreativo de Huelva                                    | Español FC de Cádiz                                        |
| Copa Centenario (no oficial)                   |                                                            |                                                            |
| 1912-13                                        | Español FC de Cádiz                                        | RC Recreativo de Huelva                                    |
| 1913-14                                        | no es disputà                                              | no es disputà                                              |
| 1914-15                                        | Español FC de Cádiz                                        | Real Betis Balompié                                        |
| Campionat Regional Sud                         |                                                            |                                                            |
| 1915-16                                        | Español FC de Cádiz (1)                                    | Sevilla FC                                                 |
| 1916-17                                        | Sevilla FC (1)                                             | RC Recreativo de Huelva                                    |
| 1917-18                                        | RC Recreativo de Huelva (1)                                | Sevilla FC                                                 |
| 1918-19                                        | Sevilla FC (2)                                             | RC Recreativo de Huelva                                    |
| 1919-20                                        | Sevilla FC (3)                                             | Real Betis Balompié                                        |
| 1920-21                                        | Sevilla FC (4)                                             | Real Betis Balompié                                        |
| 1921-22                                        | Sevilla FC (5)                                             | Español FC de Cádiz                                        |
| 1922-23                                        | Sevilla FC (6)                                             | Real Betis Balompié                                        |
| 1923-24                                        | Sevilla FC (7)                                             | Real Betis Balompié                                        |
| 1924-25                                        | Sevilla FC (8)                                             | Real Betis Balompié                                        |
| 1925-26                                        | Sevilla FC (9)                                             | Real Betis Balompié                                        |
| 1926-27                                        | Sevilla FC (10)                                            | Real Betis Balompié                                        |
| 1927-28                                        | Real Betis Balompié (1)                                    | Sevilla FC                                                 |
| 1928-29                                        | Sevilla FC (11)                                            | Real Betis Balompié                                        |
| 1929-30                                        | Sevilla FC (12)                                            | Real Betis Balompié                                        |
| 1930-31                                        | Sevilla FC (13)                                            | Betis Balompié                                             |
| 1931-32                                        | Sevilla FC (14)                                            | Betis Balompié                                             |
| 1932-33                                        | vegeu el Campionat Mancomunat Centre-Sud                   | vegeu el Campionat Mancomunat Centre-Sud                   |
| 1933-34                                        | vegeu el Campionat Mancomunat Centre-Sud                   | vegeu el Campionat Mancomunat Centre-Sud                   |
| 1934-35                                        | vegeu el Campionat Suprarregional València-Múrcia-Sud-Oest | vegeu el Campionat Suprarregional València-Múrcia-Sud-Oest |
| 1934-35                                        | Xerez FC                                                   | Mirandilla FC                                              |
| 1935-36                                        | Sevilla FC (15)                                            | Xerez FC                                                   |
| 1935-36                                        | Racing FC de Córdoba                                       | Racing Club de Málaga                                      |
| 1936-37                                        | no es disputà per la guerra civil                          | no es disputà per la guerra civil                          |
| 1937-38                                        | no es disputà per la guerra civil                          | no es disputà per la guerra civil                          |
| 1938-39                                        | Sevilla FC (16)                                            | Betis Balompié                                             |
| 1939-40                                        | Sevilla FC (17)                                            | Betis Balompié                                             |

1. ↑  La temporada 1934-35 es disputà el Campionat Suprarregional València-Múrcia-Sud-Oest guanyat pel Llevant FC amb el Sevilla FC. El campionat Regional Sud fou disputat per equips de segona categoria.
2. ↑  La temporada 1935-36 es disputà el Campionat Suprarregional Sud-Oest guanyat pel Sevilla FC. El campionat Regional Sud fou disputat per equips de segona categoria.

## Palmarès
(només inclosos els campionats oficials)
- Sevilla Fútbol Club: 17 títols (1917, 1919, 1920, 1921, 1922, 1923, 1924, 1925, 1926, 1927, 1929, 1930, 1931, 1932, 1936, 1939, 1940)
- Español FC de Cádiz: 1 títol (1916)
- Real Club Recreativo de Huelva: 1 títol (1918)
- Real Betis Balompié: 1 títol (1928)